# Mordellistena husseyi
Mordellistena husseyi är en skalbaggsart som beskrevs av Liljeblad 1945. Mordellistena husseyi ingår i släktet Mordellistena och familjen tornbaggar. Inga underarter finns listade i Catalogue of Life.